# Doberaner Münster
Doberaner Münster, officiellt Bad Doberaner Münster är en kyrkobyggnad  i Bad Doberan, Tyskland. Kyrkan var klosterkyrka för cisterciensklostret Doberan fram till mitten av 1500-talet. I dag är kyrkan församlingskyrka för Bad Doberans evangelisk-lutherska församling.

## Historia

### Kyrkan
År 1171 grundades ett cistercienskloster i närheten av orten Doberan, som var det första klostret i Mecklenburg. 1178 förstördes det vid ett uppror styrt av den slaviska befolkningen. I början av 1200-talet återbyggdes klostret på den nuvarande platsen. Under denna tid uppfördes en mindre kyrka i romansk stil som invigdes 1232. På denna plats börjades arbetet med att bygga den nuvarande gotiska klosterkyrkan omkring 1270. Kyrkan uppfördes i rött murtegel och byggnadsstommen blev färdigställt 1296–1297. År 1368 invigdes kyrkan officiellt.

### Övriga byggnader
Söder om kyrkobyggnaden ansluter klostergården med en stor ekonomibyggnad och ett sädesmagasin, båda uppförda 1280 i rött murtegel. I ekonomibyggnaden låg ett bränneri och diverse förrådsutrymmen. På västsidan fanns en mäktig vattenkvarn. Byggnaden brann 1979 och återstår idag som ruin. Sädesmagasinet mittemot var förråd för säd och andra jordbruksprodukter. Efter 1840 nyttjades byggnaden som skola. Idag är huset renoverat och innehåller bland annat ett café.

## Inventarier
Många av de ursprungliga inventarierna finns i kyrkorummet än i dag. Bland annat finns högaltarskåpet från 1300, som är den äldsta i Europa, det stora triumfkrucifixet (15 meter hög, före 1368) och retabeln från 1330.

### Gravar
I likhet med Schwerins domkyrkan var kyrkan en viktig gravkyrka för de mecklenburgska hertigarna och andra adliga personer. Bland annat finns i Doberaner Münster gravarna av:
- Margareta Sambiria, drottning av Danmark (1252-1259)
- Albrekt av Mecklenburg, hertig av Mecklenburg och kung av Sverige (1363-1389)
- Albrekt II, hertig av Mecklenburg (1358-1379)
- Fredrik Frans I, hertig och senare storhertig av Mecklenburg-Schwerin (1778-1837)

## Bilder

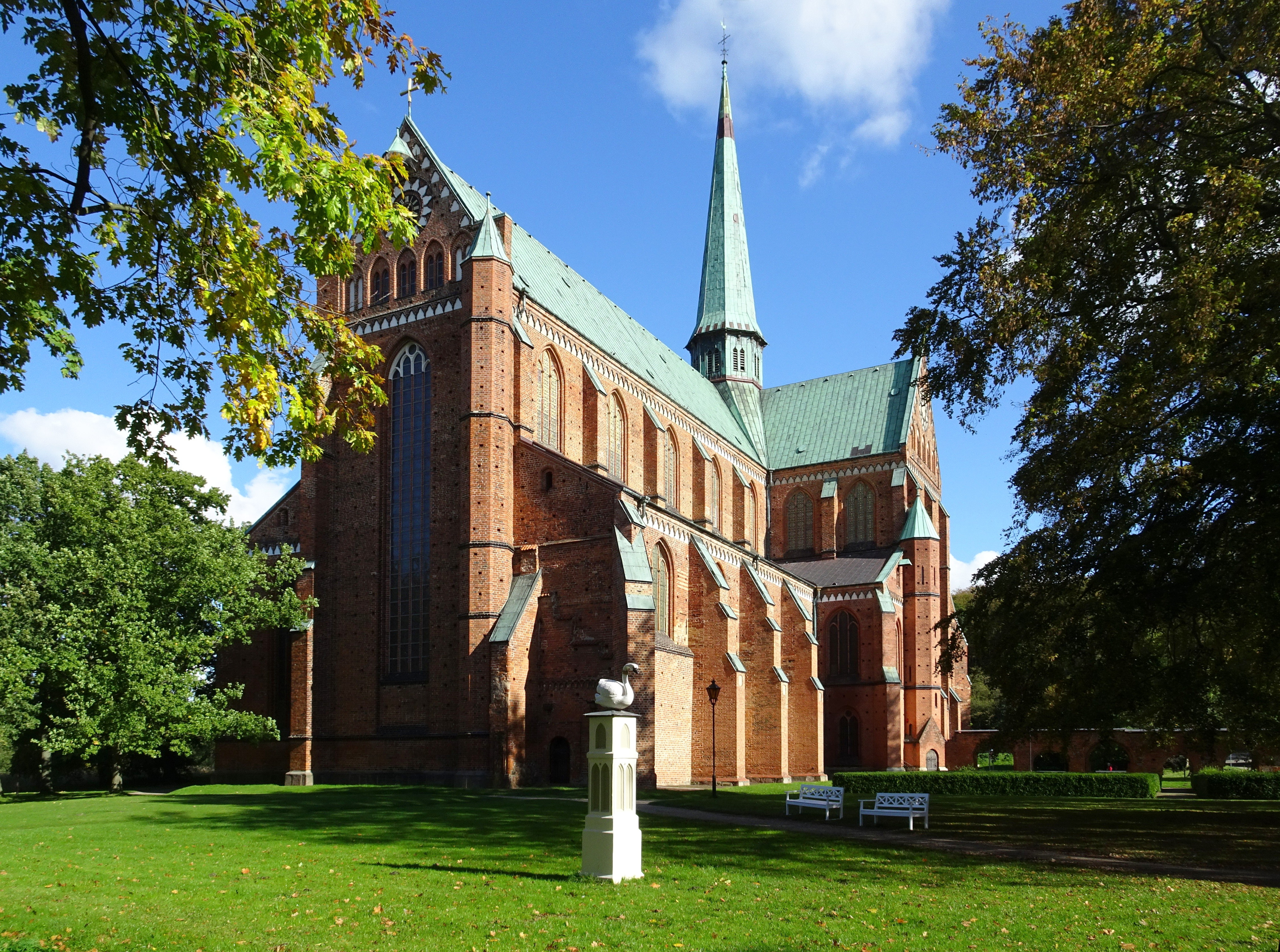
Fasad mot väster.
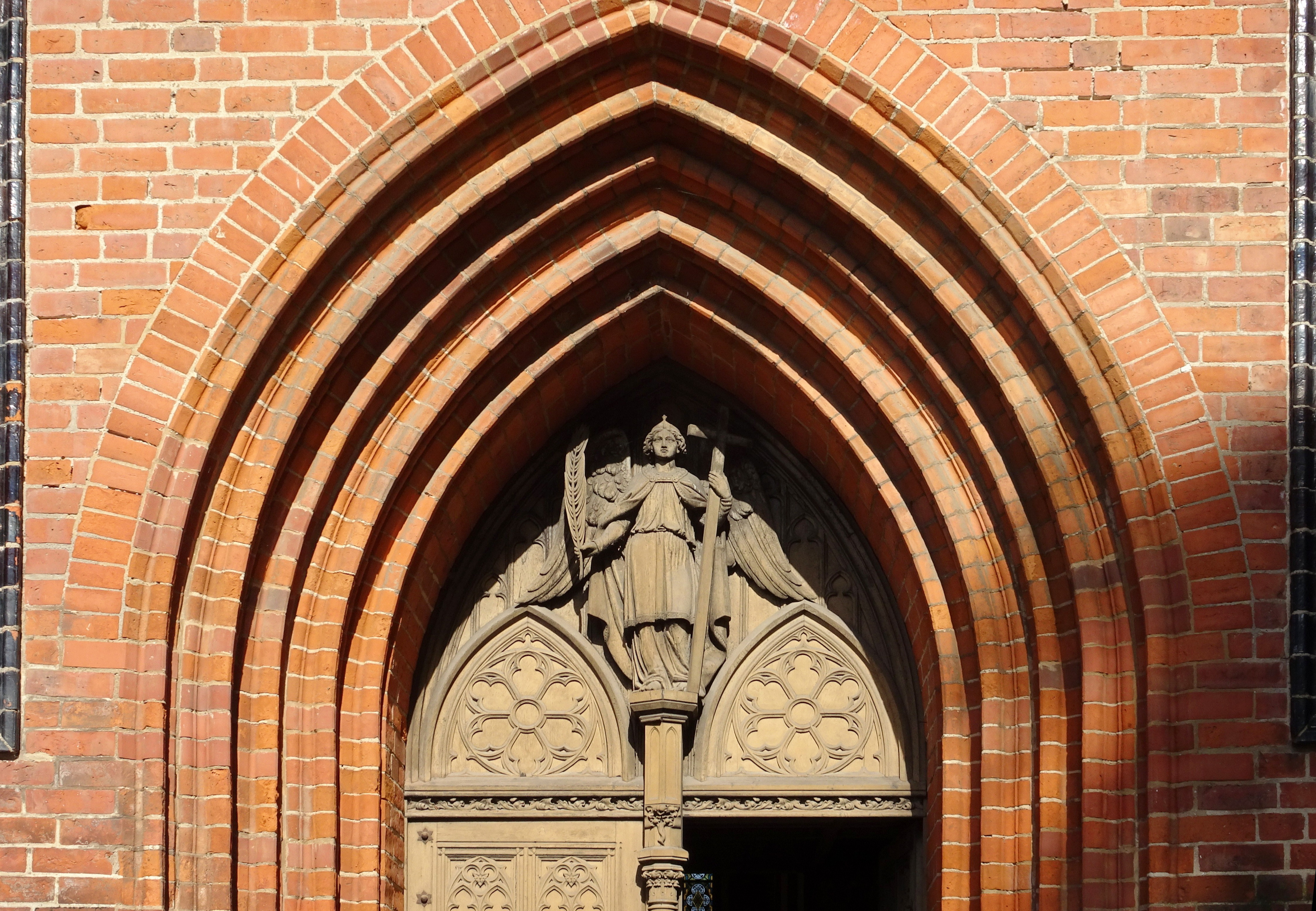
Kyrkans portal, detalj.
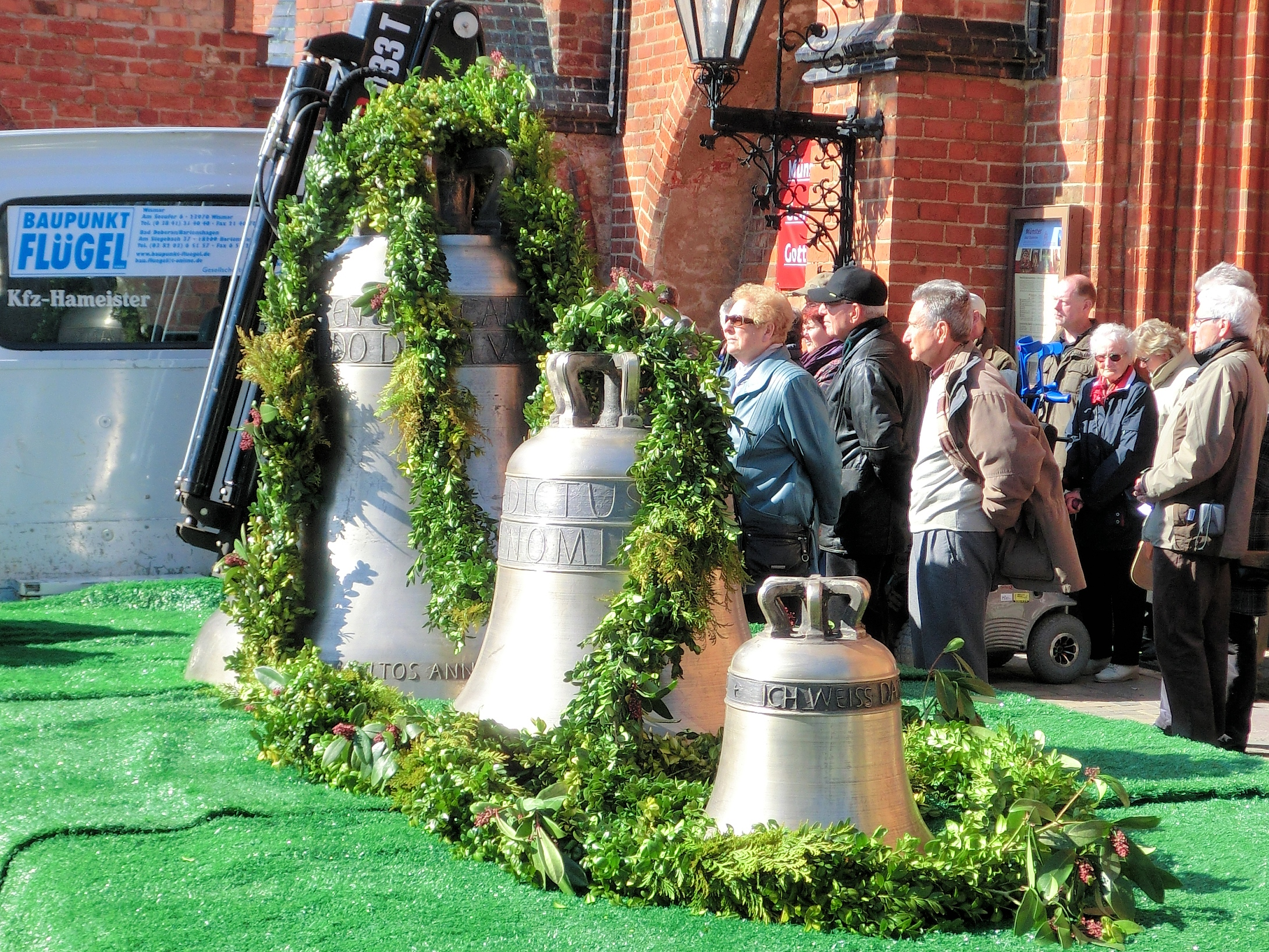
Nya klockor anländer,  25 mars 2012.
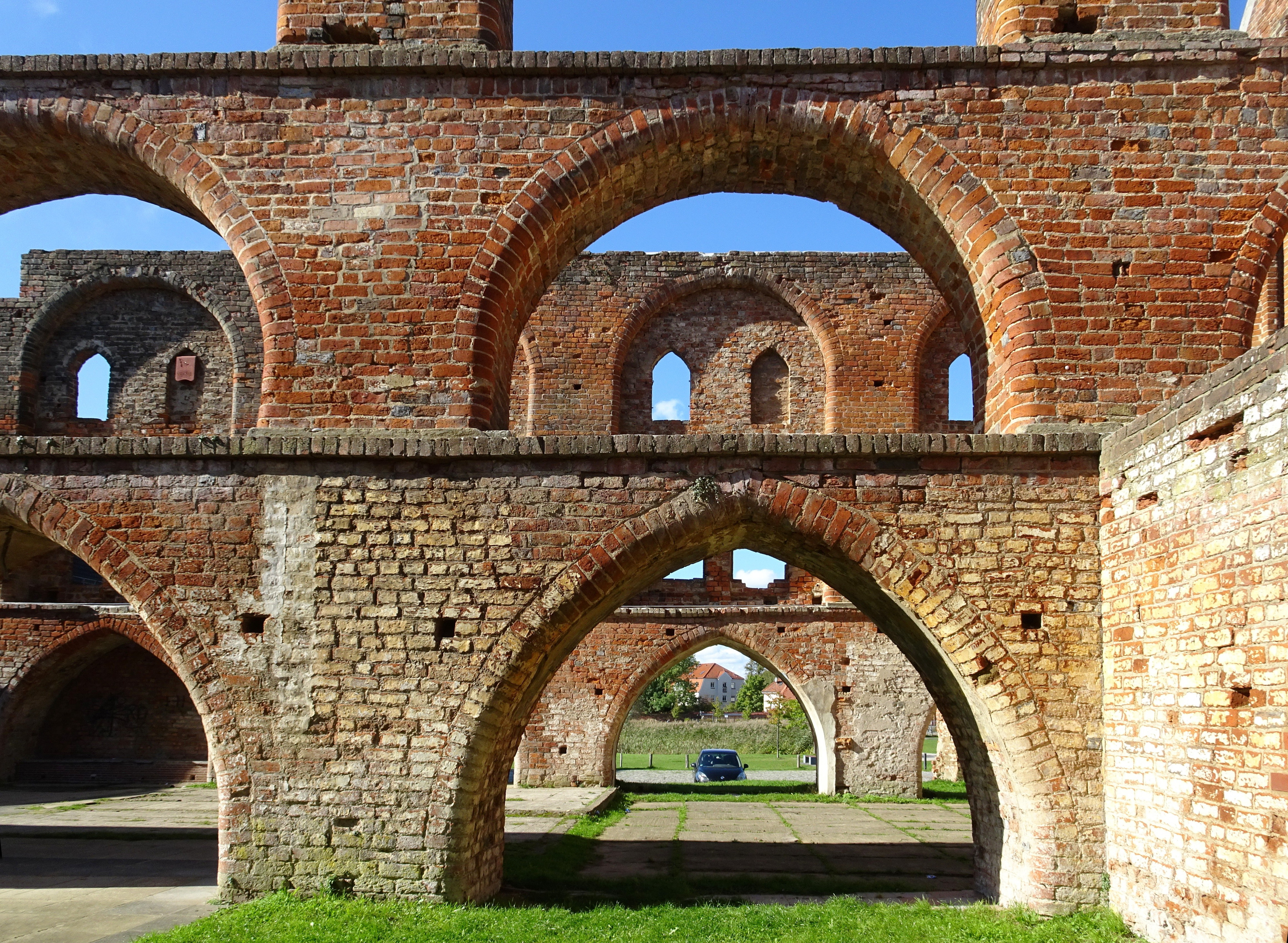
Ekonomibyggnaden.
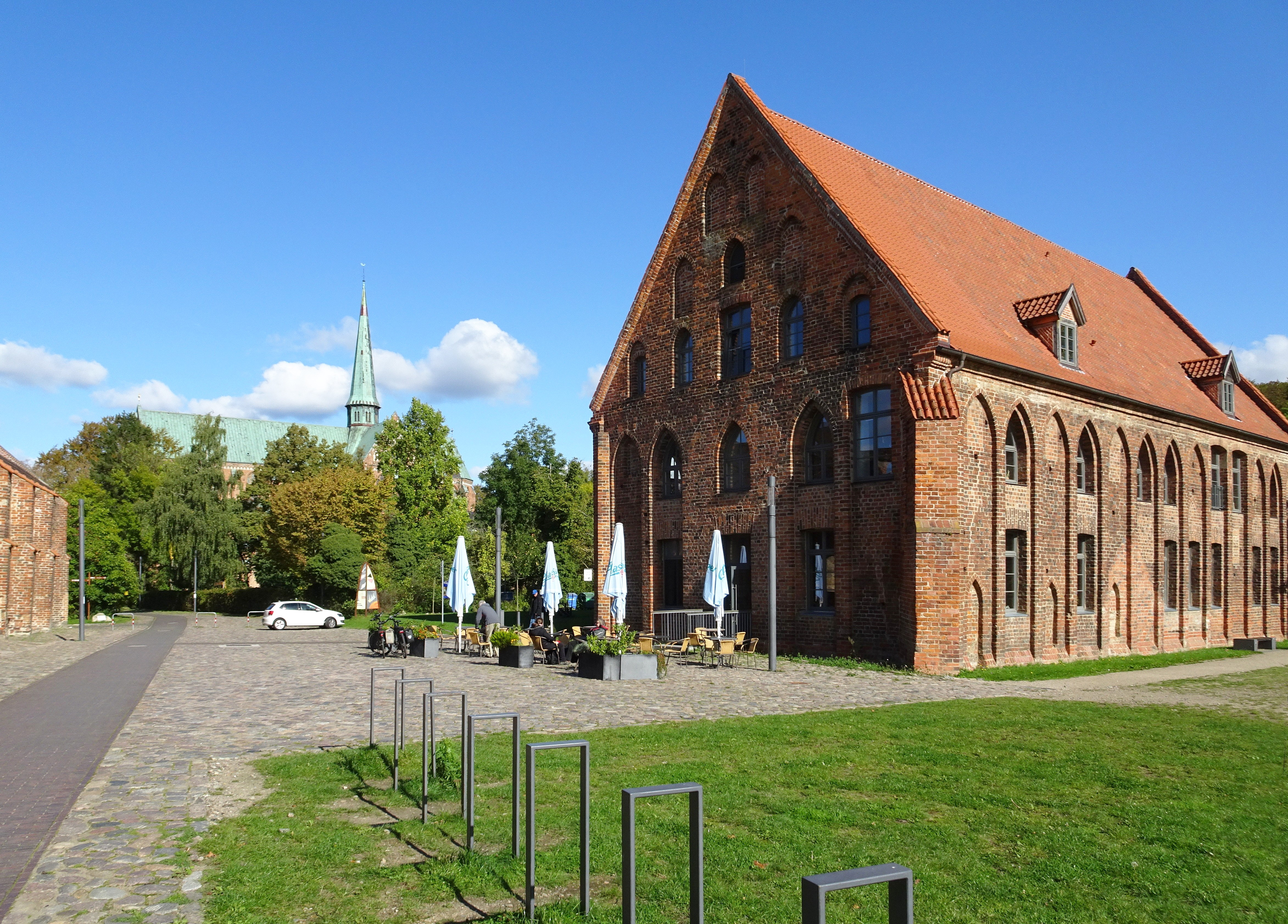
Sädesmagasinet.